# March (Einheit)
March war ein österreichisches Volumenmaß und wurde hauptsächlich in den Salinen verwendet.
- 1 March = 4715,83 Liter
- 24 March = 1 Stube = 4 Pfannen = 2000 Eimer (etwa 56,6 Liter) = 113.180 Liter

Beachte: Es gab in der Steiermark auch eine Stube mit nur 1800 Eimer oder 115.452 Liter.